# Лінія життя (телесеріал)
Лінія життя (англ. Lifeline) — американський науково-фантастичний телесеріал виробництва мережі YouTube Red, прем'єра якого відбулася 11 жовтня 2017. Головні ролі виконали Зак Ґілфорд та Сідні Парк. Сценаристи серіалу — Бенджамін Фрайбурґер та Ґрант Вілер. Телесеріал розповідає історію страхового агентства, яке використовує технологію подорожей у часі, аби запобігти смерті їхніх клієнтів. Після того, як найкращий агент компанії Коннер Гукс випадково під час виконання однієї з місій стає причиною загибелі власної дружини, він починає пошуки її убивці та способу повернутися назад у часі і переписати історію.
Перший сезон складається із 8 епізодів. 4 червня 2018 творець серіалу Бенджамін Фрайбурґер підтвердив у твітері, що серіал не подовжено на другий сезон.

## Епізоди
| № серії | Назва                                                            | Режисер                    | Сценарист                   | Дата оригінального показу |
| --- | ---------------------------------------------------------------- | -------------------------- | --------------------------- | ------------------------- |
| 1 | «За 33 дні ви помрете» «англ. In 33 Days You'll Die»             | Сем Ґорскі, Ніко Пурінджер | Бен Фрайбурґер, Ґрант Вілер | 11 жовтня 2017            |
| «Лінія життя» - страхова компанія, яка відстежує життєві показники своїх клієнтів за допомогою імплантованих трекерів, та запобігає їхній смерті. Секрет фірми полягає у тому, що для порятунку клієнтів вона використовує подорожі в часі, які називає «стрибками». Агенту Коннору Гуксу телефонують і повідомляють, що його дружина Гейлі Гукс, яка також є агентом «Лінії життя», от-от помре: 33 дні тому її вона провалила завдання, а агент, який мав піти на її порятунок, цей наказ саботував. Зрештою наркоторговця Портера Бута, якого мала врятувати Гейлі, ранять, а саму Гейлі та випадкового перехожого, батька Нори, вбивають. Приїжджають інші агенти, витирають пам'ять Норі та колють заспокійливе Коннору.                                                                                                 |                                                                  |                            |                             |                           |
| 2 | «У її руці є трекер» «англ. There's A Chip In Her Arm»           | Сем Ґорскі                 | Бен Фрайбурґер, Ґрант Вілер | 11 жовтня 2017            |
| Коннора звільняють, проте йому вдається переконати Нейтана, власника компанії, що він не буде використовувати її ресурси для помсти за смерть дружини. Тим часом «Скінні» - чоловік, який вбив Гейлі та вкрав гроші пораненого Портера, залишивши того помирати, починає нове життя. Нора потрапляє у прийомну сім'ю з надзвичайно жорстоким батьком. Коннор, відчуваючи провину за смерть її батька, вставляє їй в руку трекер та модифікує його таким чином, щоб інформація про неї не відбивалася у загальній базі компанії, а йшла тільки до її головного інженера Джея. Через 6 років життя в прийомній сім'ї Нора тікає з дому. |                                                                  |                            |                             |                           |
| 3 | «Нора помре» «англ. Norah is Going to Die»                       | Ніко Пурінджер             | Бен Фрайбурґер, Ґрант Вілер | 11 жовтня 2017            |
| Нора опиняється на вулиці, але приєднується до групи підлітків, які живуть у покинутому складі та починає стосунки з Томом. Скінні живе іншим життям, придбавши новий дім. Він платить Гаррі за новий паспорт. Том переконує Нору, що здатний вбити людину, і вони заходять у будинок її прийомних батьків, аби вбити батька, але вона усвідомлює, що не може зробити цього. Нора йде до свого старого дому, і п'є на його даху. Комп'ютер Джея отримує інформацію про неминучу смерть Нори, тож Коннор іде її рятувати. Після того, як спогади про Коннора та їхні попередні зустрічі стерто з пам'яті Нори, з'являється Джек, який саботував порятунок Гейлі, та інструктує Нору, як стежити за агентом. |                                                                  |                            |                             |                           |
| 4 | «Він убив мою дружину» «англ. He Killed My Wife»                 | Сем Ґорскі                 | Бен Фрайбурґер, Ґрант Вілер | 11 жовтня 2017            |
| Джей відкриває можливість подорожі назад у часі, але Нейтан відхиляє цю ідею через конфлікт інтересів та забороняє Джею доступ до окремих частин будівлі. Втім, це тільки підштовхує Джея до створення його власної машини часу. Жасмін починає стосунки з Коннорм, але з'ясовує, що він не тільки не відмовився від помсти за смерть дружини, яка сталася 6 років тому (для Коннора, який здійснив багато 33-денних стрибків уперед, минуло значно менше часу), але й заплатив Гаррі, який діє як подвійний агент, щоб той відстежив Скінні. Гаррі влаштовує їм зустріч, Скінні намагається вибачитись, але Коннор починає бійку, із якої Скінні вдається втекти за допомогою Гаррі. |                                                                  |                            |                             |                           |
| 5 | «Віч-на-віч із її вбивцею» «англ. Face to Face With Her Killer»  | Ніко Пурінджер             | Бен Фрайбурґер, Ґрант Вілер | 18 жовтня 2017            |
| Коннор і Скінні досягають порозуміння, коли Коннор розуміє, що він не може звернутися по допомогу до властей, проплачених Нейтаном, а Скінні повідомляє йому, що заради безпеки родини їде за кордон. Джей проникає у стрибкову кімнату та робить світлини і нотатки щодо роботи механізму машини часу, після чого починає виготовляти свою власну. Джек пропонує Норі гроші, щоб вона ще раз спробувала саботувати стрибок. Вона затримує агента, і той не тільки не встигає врятувати клієнта, але і сам зазнає ушкоджень. Нора починає відчувати провину. |                                                                  |                            |                             |                           |
| 6 | «Убивши мене, мене не зупиниш» «англ. Killing Me, Won't Stop Me» | Сем Ґорскі                 | Бен Фрайбурґер, Ґрант Вілер | 25 жовтня 2017            |
| Нейтан з'ясовує, що Нора мала стосунок до саботажу стрибків, і що усі сигнали про неминучу смерть клієнтів також відправлялися на комп'ютер Джека, який раніше був агентом «Лінії життя». Джек, який виявляється інвалідом на візку, запрошує Нору до себе. Він розповідає їй те, про що вона і сама вже здогадалася: він намагається відновлювати природний плин подій замість того, який спричиняє своїм втручанням «Лінія життя». Він пояснює, що її втрата спогадів була не природною, а здійсненою агентами «Лінії життя» та звинувачує організацію у смерті її батька. Невдовзі Нейтан телепортується до кімнати та вбиває Джека, який встигає сказати, що, його вбивство не припинить спроб саботажу у майбутньому. Тим часом Коннор і Джей тестують прототип власної машини часу, але вона працює не так, як повинна. |                                                                  |                            |                             |                           |
| 7 | «Граючи Бога» «англ. Playing God»                                | Ніко Пурінджер             | Бен Фрайбурґер, Ґрант Вілер | 1 листопада 2017          |
| Нора усвідомлює, що єдиний спосіб з'ясувати стосунки з Коннорм з приводу смерті її батька - це померти самій. Вона ставить його у ситуацію, розв'язання якої вартуватиме життя одному з них. |                                                                  |                            |                             |                           |
| 8 | «Коннер у червоній зоні» «англ. Conner Goes Red»                 | Сем Ґорскі, Ніко Пурінжер  | Бен Фрайбурґер, Ґрант Вілер | 8 листопада 2017          |
| Коннер вирішує змиритися зі смертю дружини та жити далі. Він стрибає назад у часі, щоб врятувати Нору, знаючи, що цього не буде жодного шансу врятувати Гейлі. Але стрибок назад призводить до того, що в одній часовій лінії існуватимуть двоє Коннорів, що змінить їхнє життя назавжди. |                                                                  |                            |                             |                           |